# Azulejo

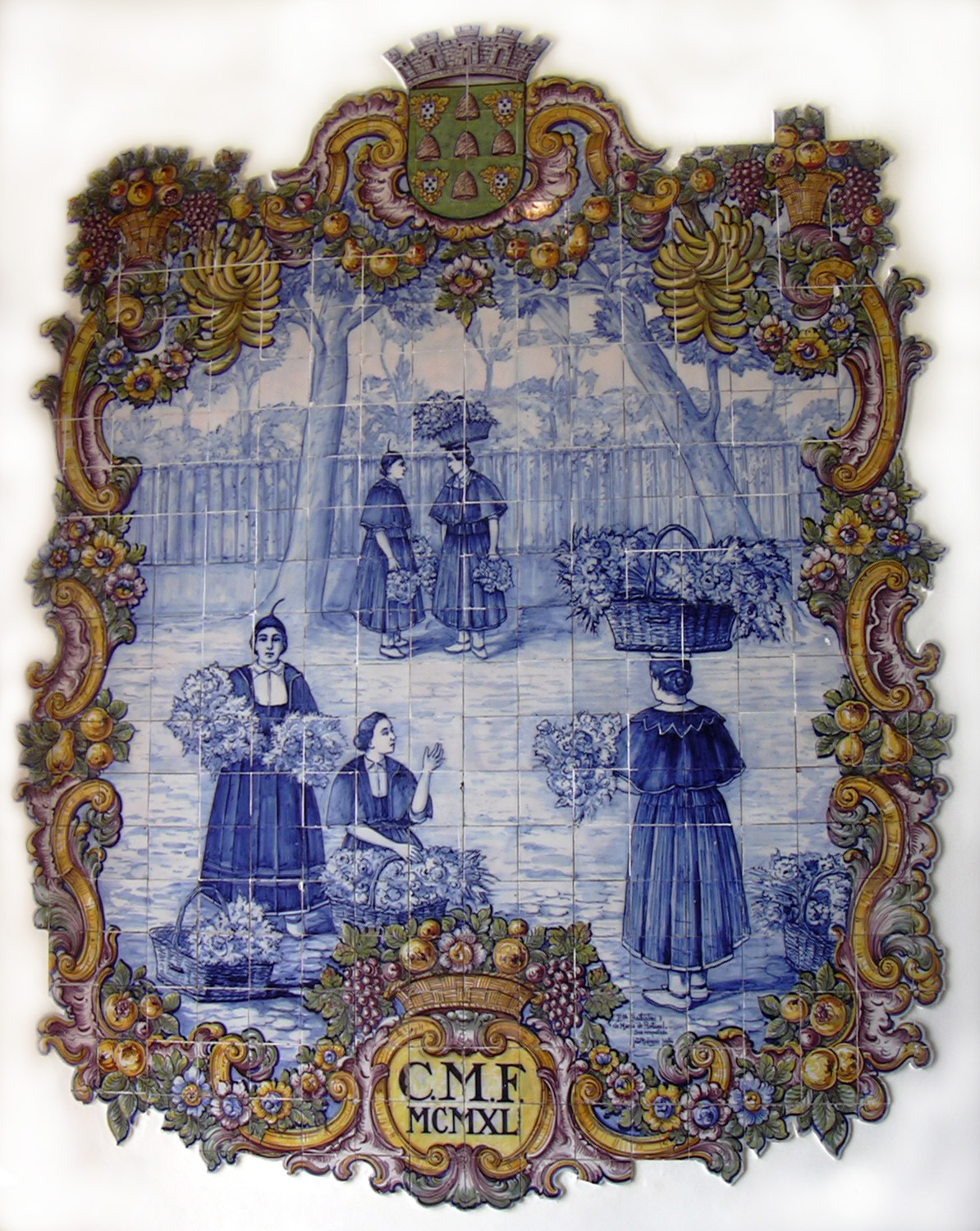
Azulejo in Funchal (Madeira)

Unter Azulejo (portugiesische Aussprache [ɐzu'ɫɐjʒʊ], kastilische Aussprache [aθu'lexo]) versteht man ein Bild aus zumeist quadratischen, bunt bemalten und glasierten Keramikfliesen, das seinen europäischen Ursprung in Spanien und Portugal hat und dort hergestellt wird. Diese wetterfesten Fliesen sind in diesen Ländern fester Bestandteil des Stadtbildes und werden an öffentlichen Monumenten und Gebäuden, Hausfassaden und Kirchen, aber auch an Innenwänden zu oftmals künstlerischen Wandbildern zusammengefügt. Häufig sind alte Blumen-, Vögel- und Schiffsmotive verarbeitet. In Wandverkleidungen aus Azulejos finden sich traditionell auch Ornamente der islamischen Kunst.

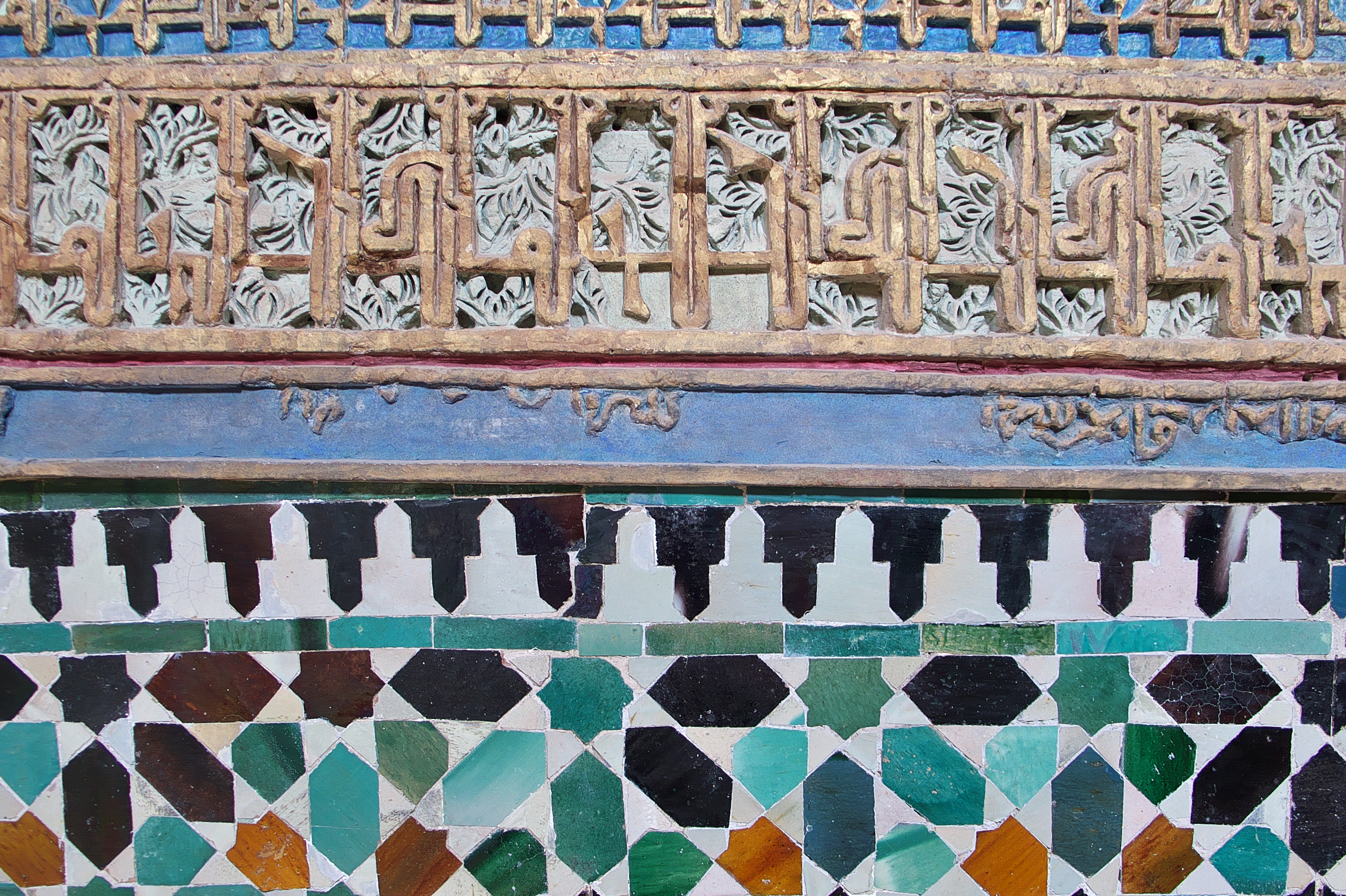
Kachelmosaik mit Kufi-Inschrift und Sternmotiven in der Capilla de San Bartolomé, Córdoba

## Geschichte
Der Name Azulejo leitet sich von arabisch الزليج, DMG az-zulaiǧ („Fayence“, „Kachelwerk“) ab. Die Glasurtechniken stammen ursprünglich aus dem iranischen Raum.
Auf der Iberischen Halbinsel sind sie eine Hinterlassenschaft der Mauren, die dort ab dem 8. Jahrhundert weite Teile beherrschten. Die Technik der Herstellung wurde von einheimischen Handwerkern übernommen und weiterentwickelt. Zentrum der Herstellung war im 12./13. Jahrhundert Andalusien, dort vor allem Granada. Im 14. Jahrhundert war Valencia für seine Azulejos berühmt. Etwa ab dem 16./17. Jahrhundert wurde Portugal Hauptproduzent.
Alte Fliesen erkennt man an drei fingernagelgroßen Abplatzungen der Glasur, die auf das Abschlagen von kleinen Keramikdreifüßchen zurückzuführen sind, die beim Brennvorgang die übereinander gestapelten Kacheln zwar getrennt hielten, sich aber mit der Glasur verbanden. In späterer Zeit – etwa ab dem 16. Jahrhundert – wurden die Einzelfliesen in quadratischen Halterungen aus unglasiertem Ton gebrannt, die leicht übereinander gestapelt und mehrmals wiederverwendet werden konnten.

## Techniken

### Kachelmosaike
Zu den frühen Formen von Wanddekorationen in Nordafrika und auf der Iberischen Halbinsel zählen Kachelmosaike. Die Fliesen wurden lediglich einfarbig gebrannt; anschließend wurden die abstrakt-geometrischen – im Prinzip unendlichen – Ornamente (meist Sternmotive) aus kleinen, mit Hilfe einer Zange zurechtgeschnittenen, Teilstücken zusammengesetzt. Derartige Motive stammen meist aus der Maurischen Kunst, die sich vom 8. bis zum 15. Jahrhundert im Süden der Iberischen Halbinsel etabliert hatte. Um die enorm hohen Handwerkerkosten zu reduzieren, wurde diese Machart schon im 11. Jahrhundert durch die Cuerda-Seca-Technik abgelöst, bei der gefettete Schnüre in eingeritzte Vertiefungen gelegt wurden und so die Farbglasuren beim Brennvorgang getrennt hielten. Die Wandfliesen konnten somit als Ganzes versetzt werden; diese Techniken hatten auch noch nach der christlichen Reconquista Bestand.

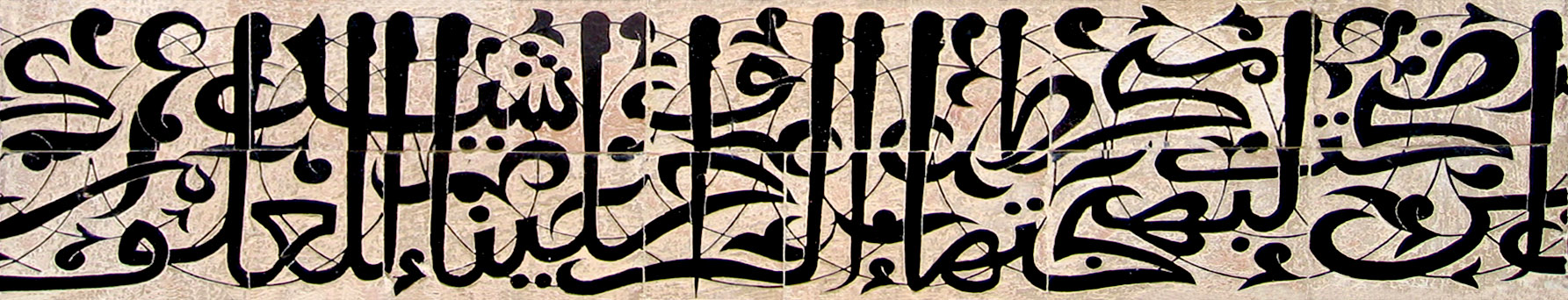
Fès – Medersa Bou Inania, Kalligraphie (14. Jh.)

### Kachelritzungen oder Kachelabkratzungen
Bereits im 14. Jahrhundert kommen bei kurvilinearen kalligraphischen Schriftbändern auch Techniken des Ritzens und Auskratzens vor – der eigentliche stets schwarze Schriftzug wurde dabei stehen gelassen, so dass der größere Teil der Kacheloberfläche abgekratzt oder mit einem feinen Metallstichel abgearbeitet wurde. Noch im frühen 20. Jahrhundert entstanden auf diese Weise die beiden Fassaden des Bab Boujeloud am Rand der Medina von Fès.

### Kachelmalereien
Im 16. Jahrhundert stießen die alten Handwerkskünste der Keramikbrenner auf neue europäische Majolika-Techniken und den Wunsch der Auftraggeber nach bildhaften Darstellungen. Daraufhin wurden ganze Bildzyklen auf Kacheln gemalt und gebrannt; sie dienten zuerst sakralen Zwecken, sehr schnell jedoch fanden sie ihren Weg auch in die Königs- und Adelspaläste. Reiche Bürger – vor allem in den Niederlanden – konnten sich derartige Dinge ebenfalls leisten und so entstanden die berühmten Delfter Kacheln.

## Funktion
Die Architektur nutzte die Azulejos als Dekorelement – das Innere von Kirchen, Klöstern und Palästen wurde großflächig verkleidet. Wie in anderen Kunstformen entwickelten sich Kachelmotive zu Modeströmungen; eine Variante waren die Azulejos de tapete, steinerne Orientteppiche für die Wand. Im 19. Jahrhundert verließen die Azulejos die Innenräume und belebten als Fassaden das Bild der Städte. In einer neuen Blüte durchliefen die Azulejos Historismus und Jugendstil, wobei Antoni Gaudí wieder zu den Mosaiken zurückfand. Nach dem großen Erdbeben von 1755, das Lissabon zu einem erheblichen Teil zerstörte, waren Azulejos auch schneller und kostengünstiger zu beschaffen als Ziegel.

## Museum
Das Museu Nacional do Azulejo in Portugals Hauptstadt Lissabon ist den typisch portugiesischen, weiß-blauen Wandkacheln gewidmet.

## Fotos
Kachelmosaike

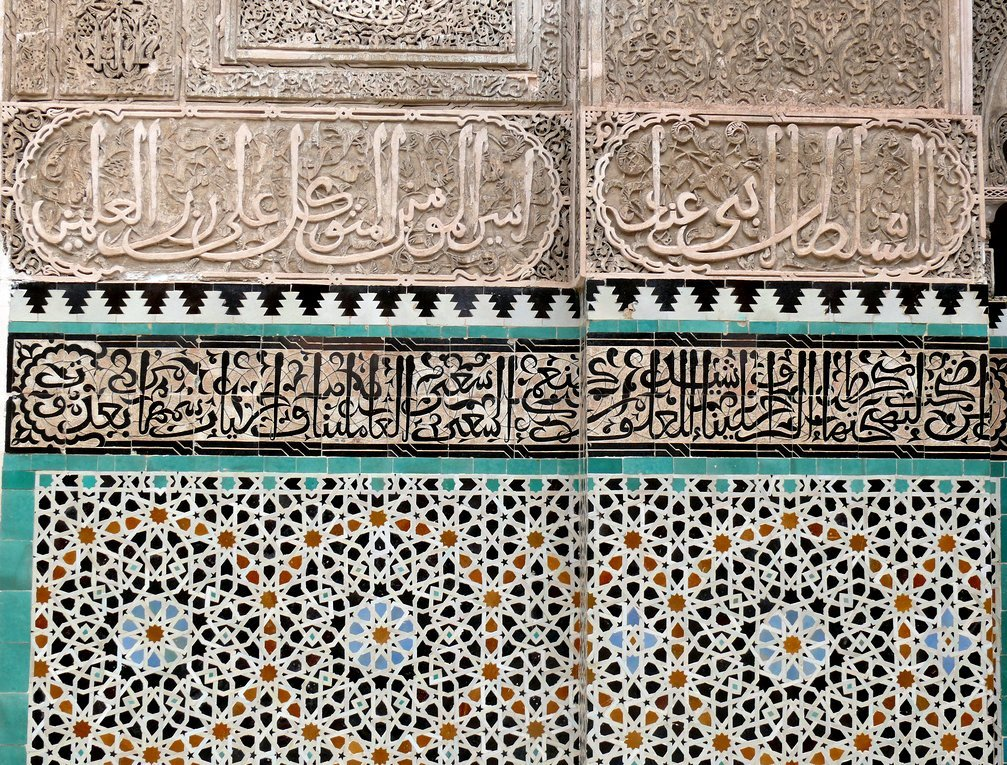
Fès – Medersa Bou Inania (14. Jh.)
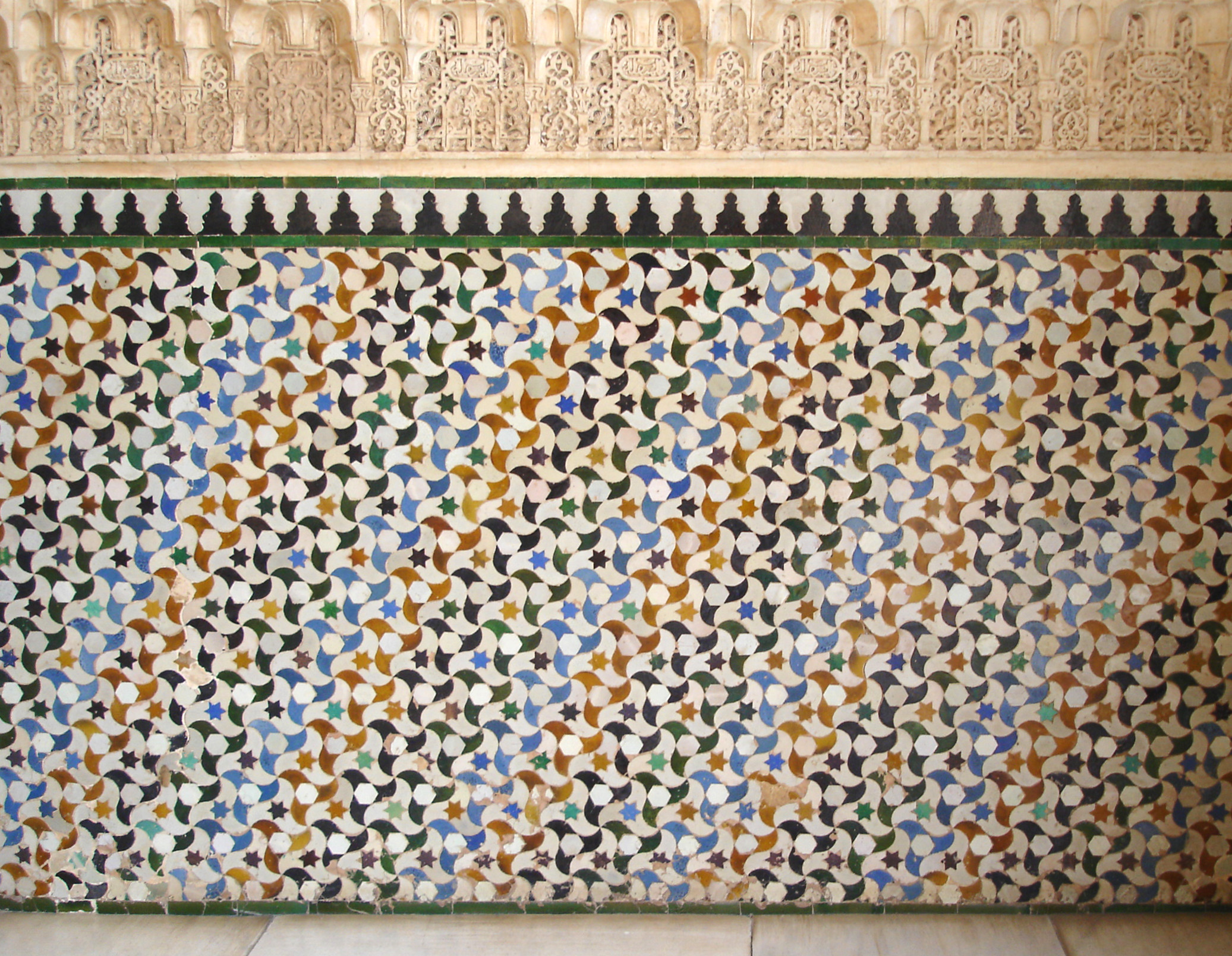
Granada – Alhambra (15. Jh.)
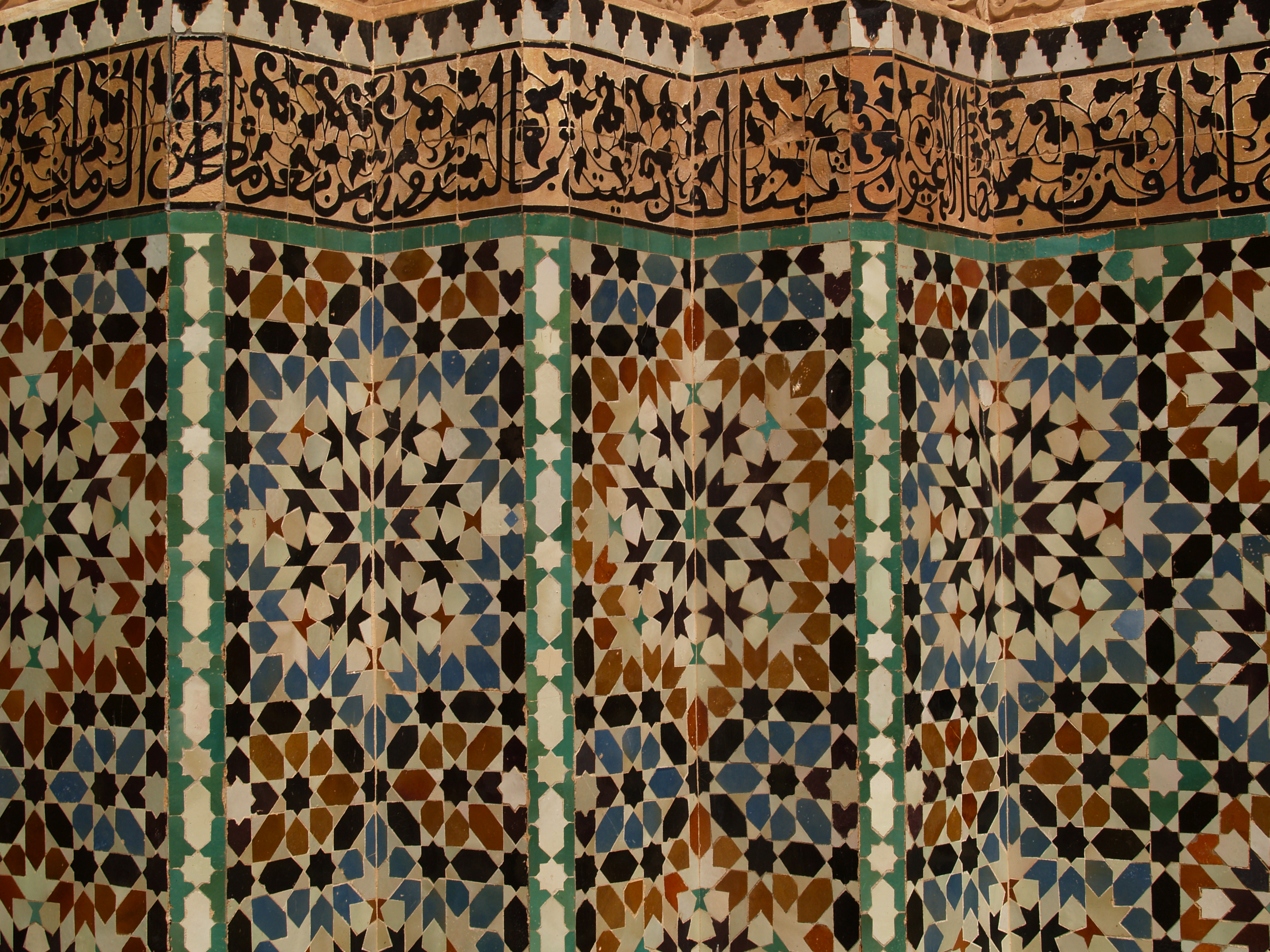
Marrakesch – Medersa Ben Youssef (16. Jh.)
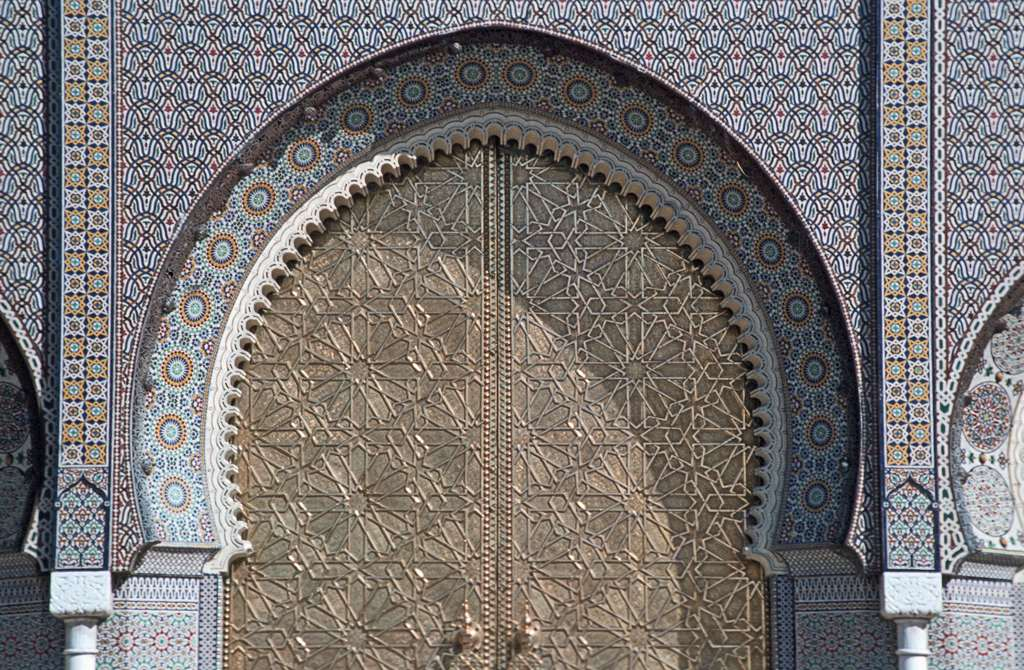
Fès – Portalfassade des Königspalastes (20. Jh.)
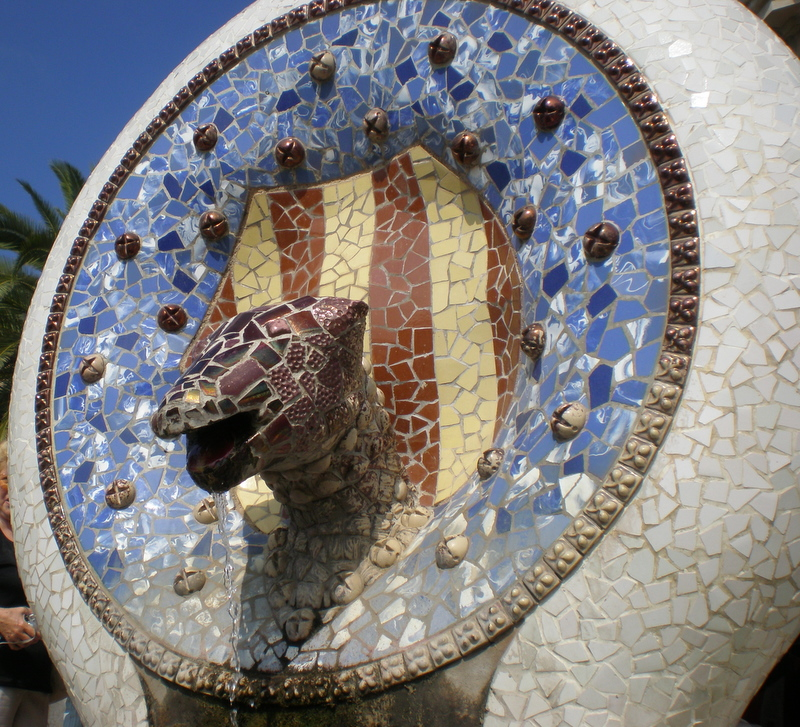
Barcelona – Parque Güell (um 1910)
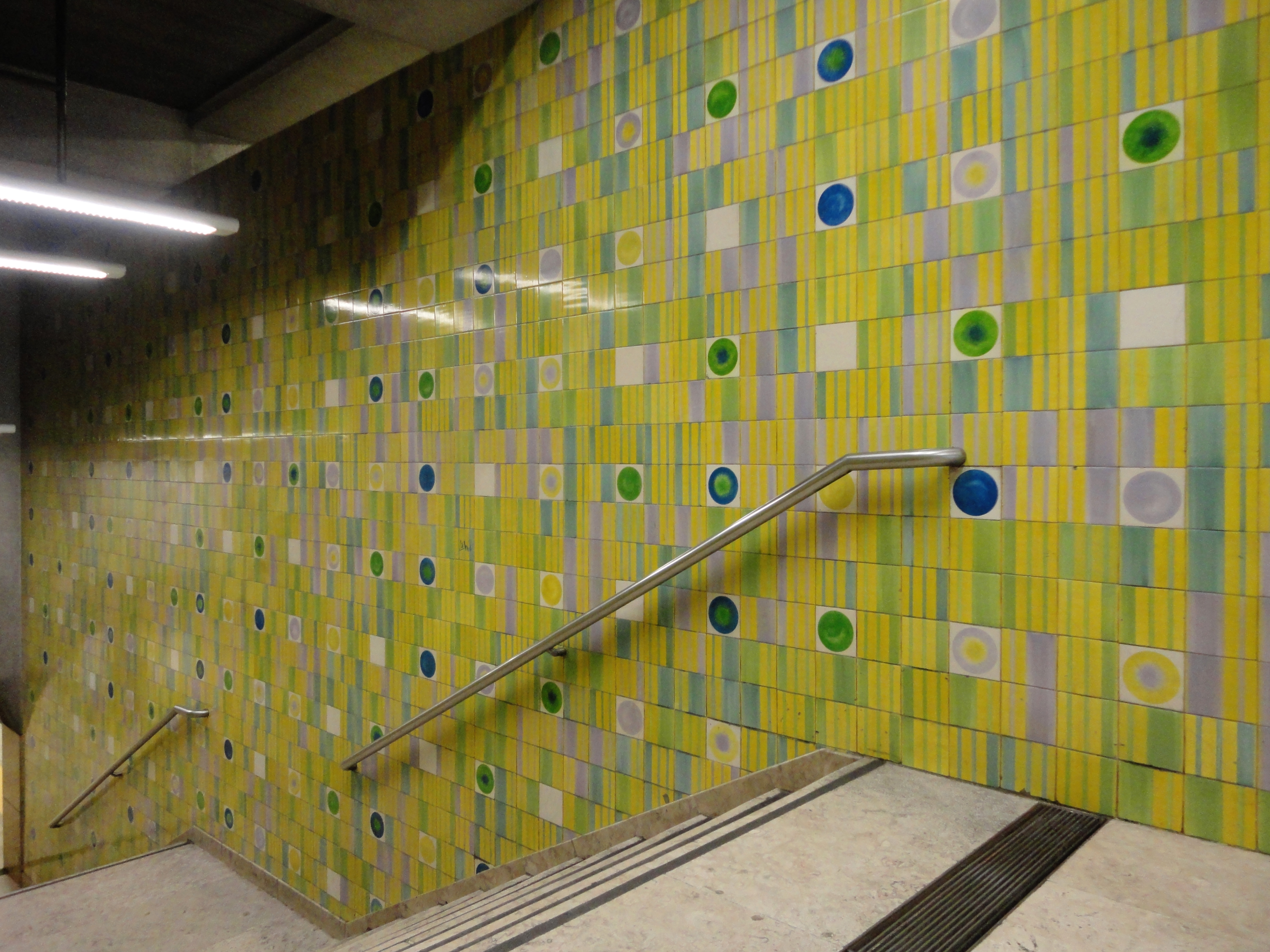
Lissabon – U-Bahnhof Martim Moniz (1971)

Kachelritzungen

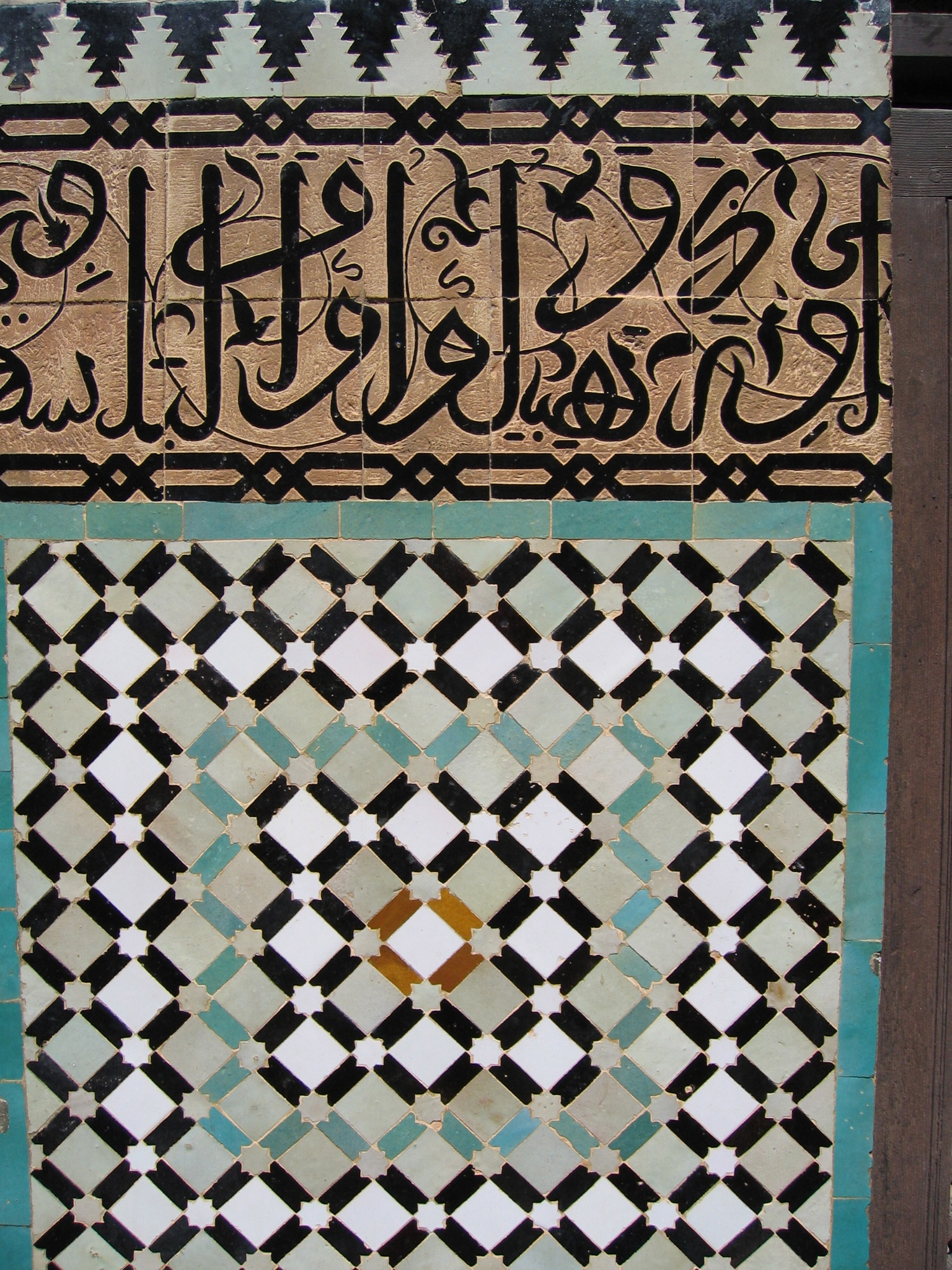
Meknès – Medersa Bou Inania (14. Jh.)
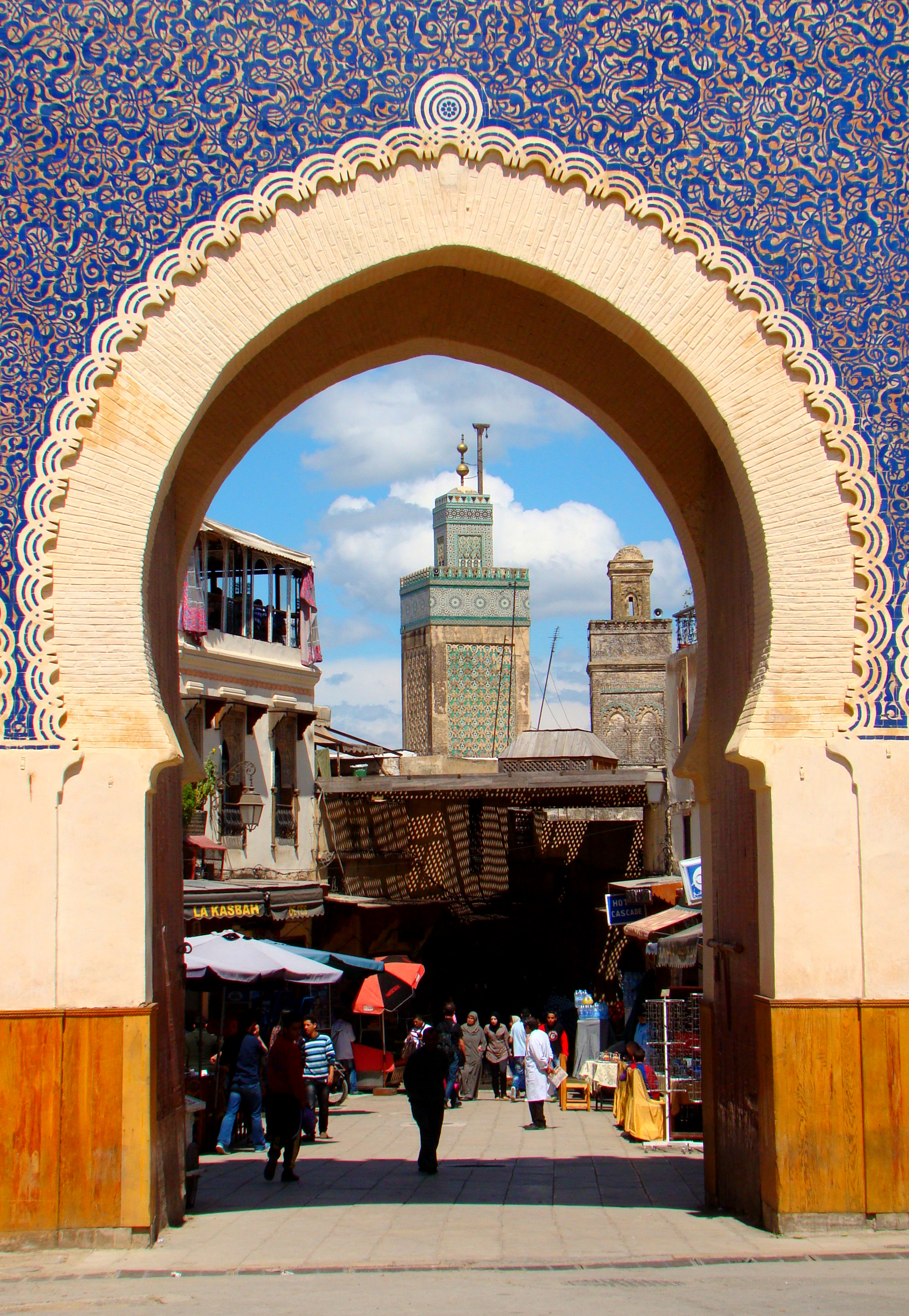
Fès – Bab Boujeloud (20. Jh.)

Kachelmalereien

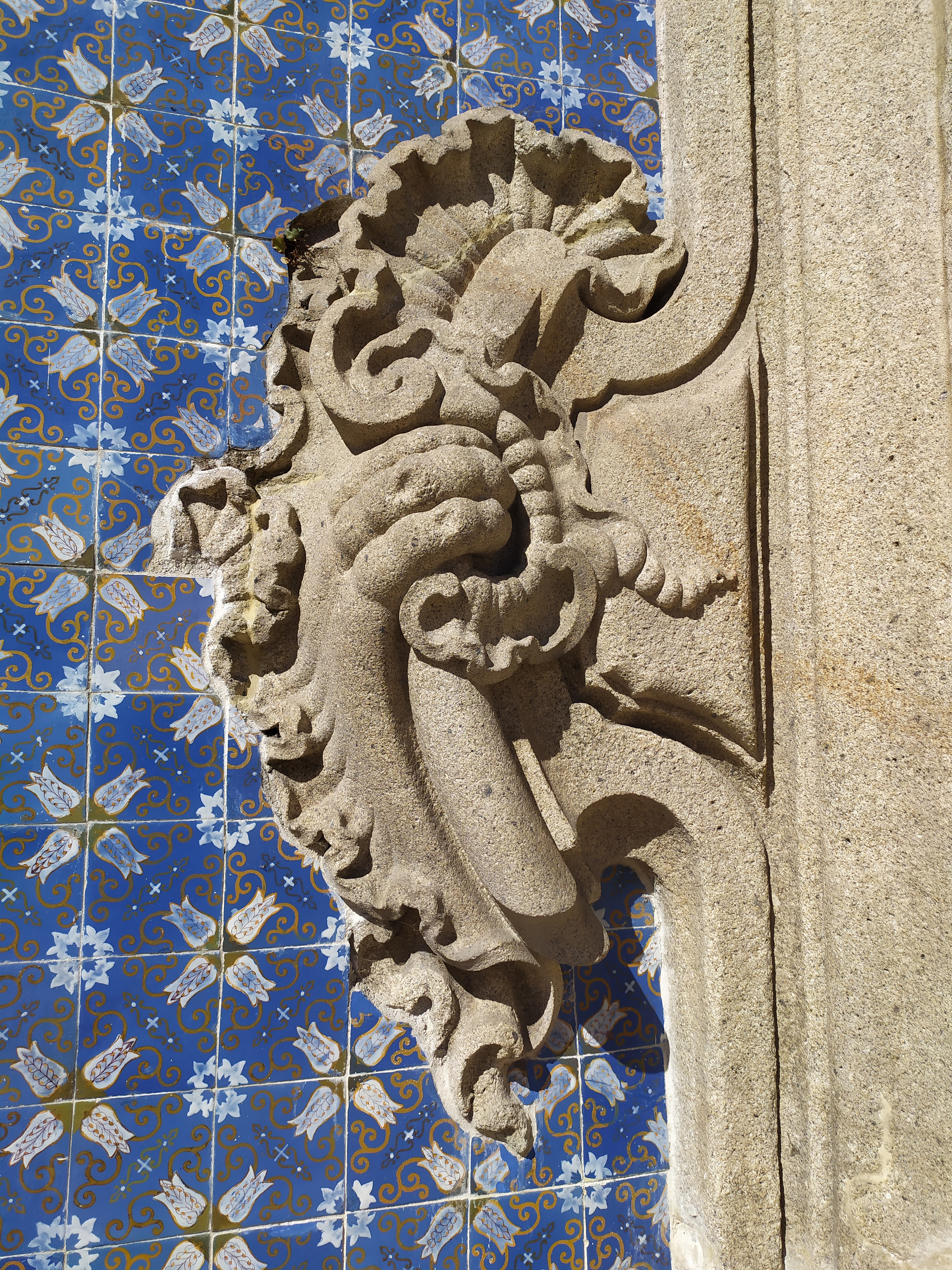
Fassade von Andre Soares, Palácio do Raio, Braga Nord-Portugal, 1754
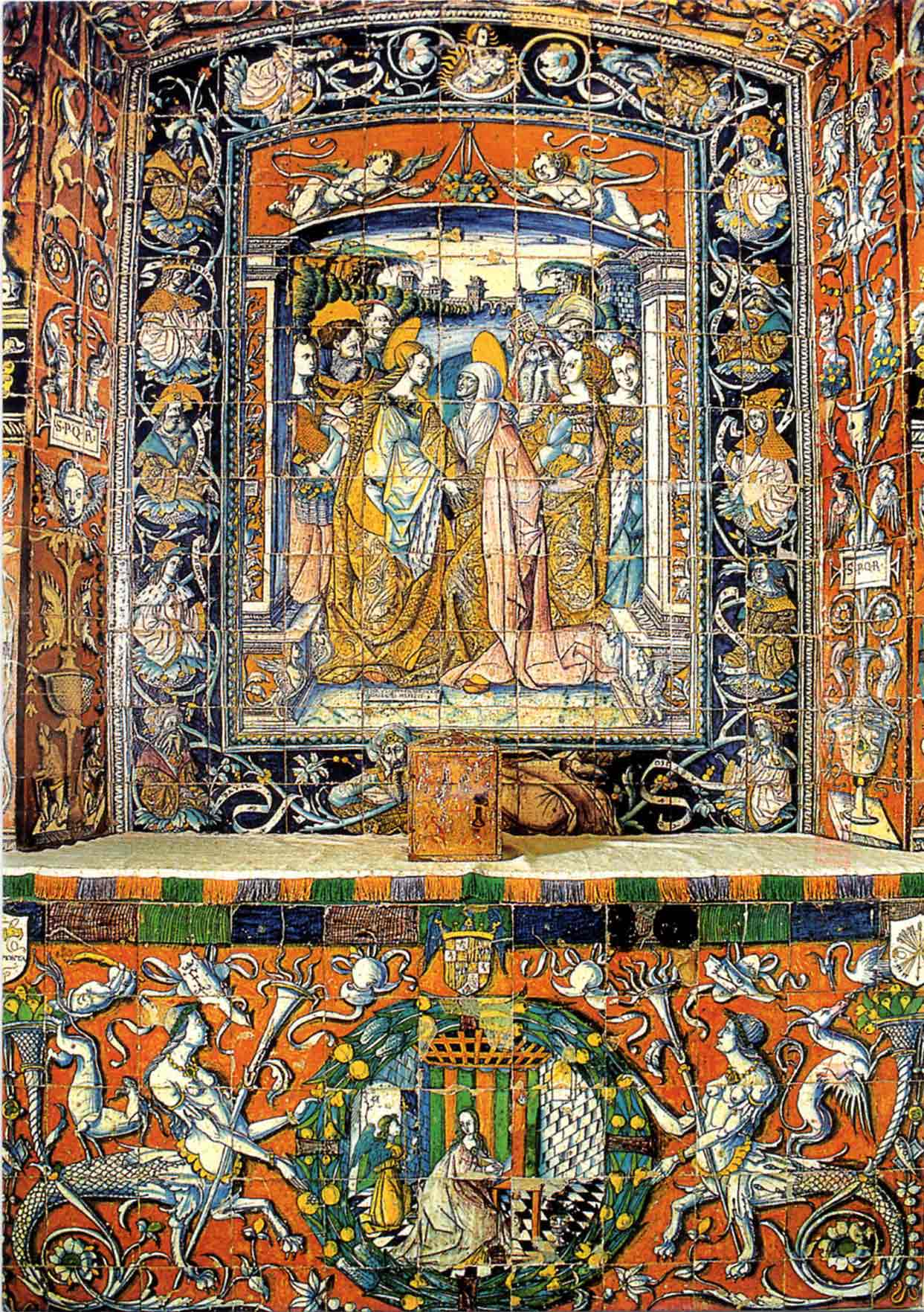
Sevilla – Alcázar (16. Jh.)
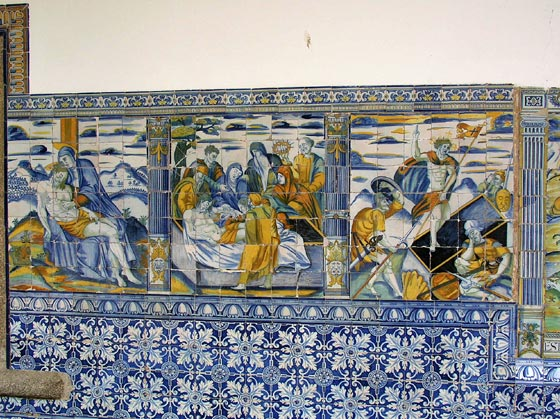
Talavera de la Reina – Basilika Santa Maria del Prado
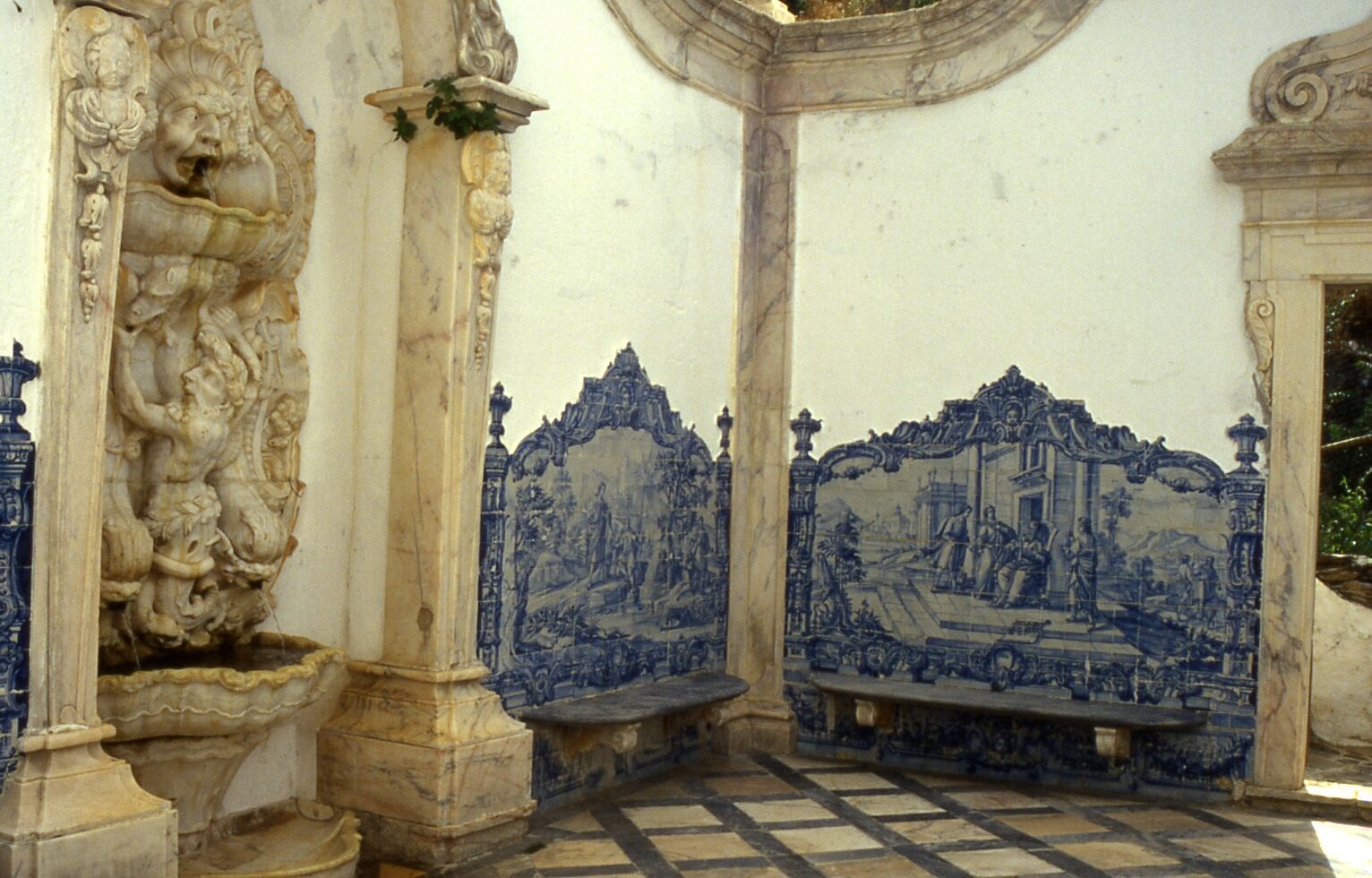
Azulejo im Hotel Convento de São Paulo bei Estremoz in Portugal
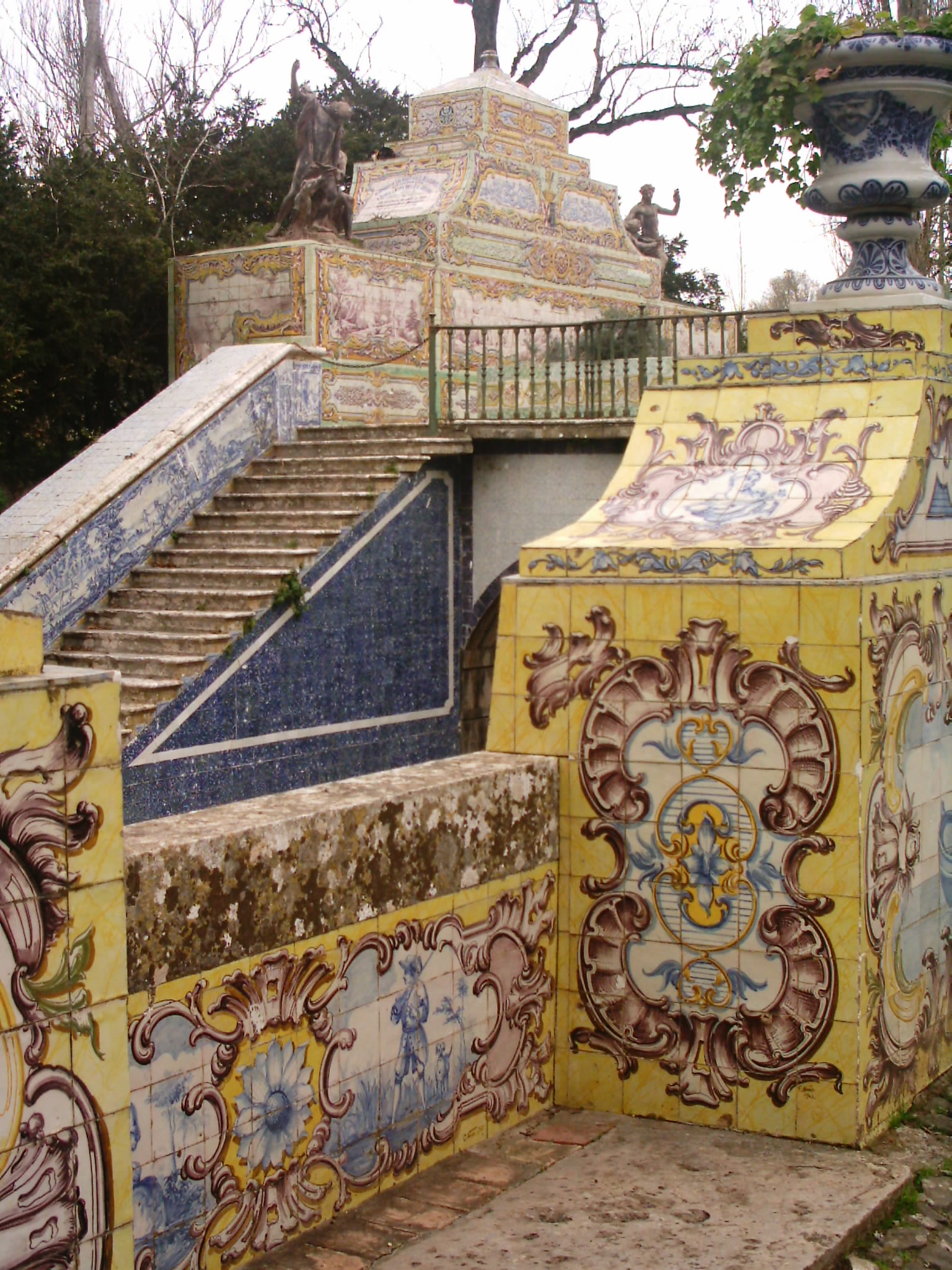
Rokoko verkleidung, Palácio Nacional de Queluz, Portugal
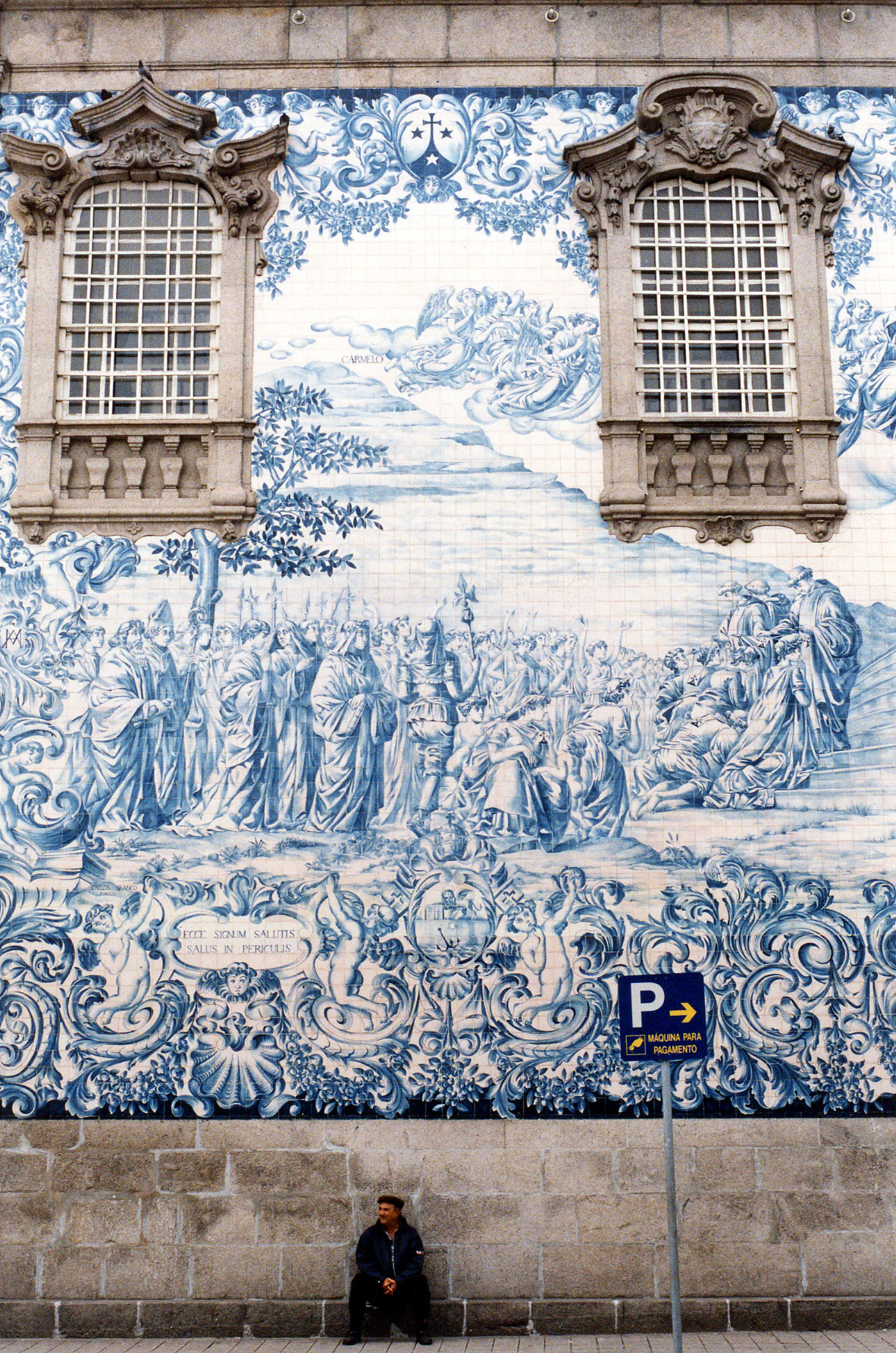
Kirche do Carmo, Porto, Portugal
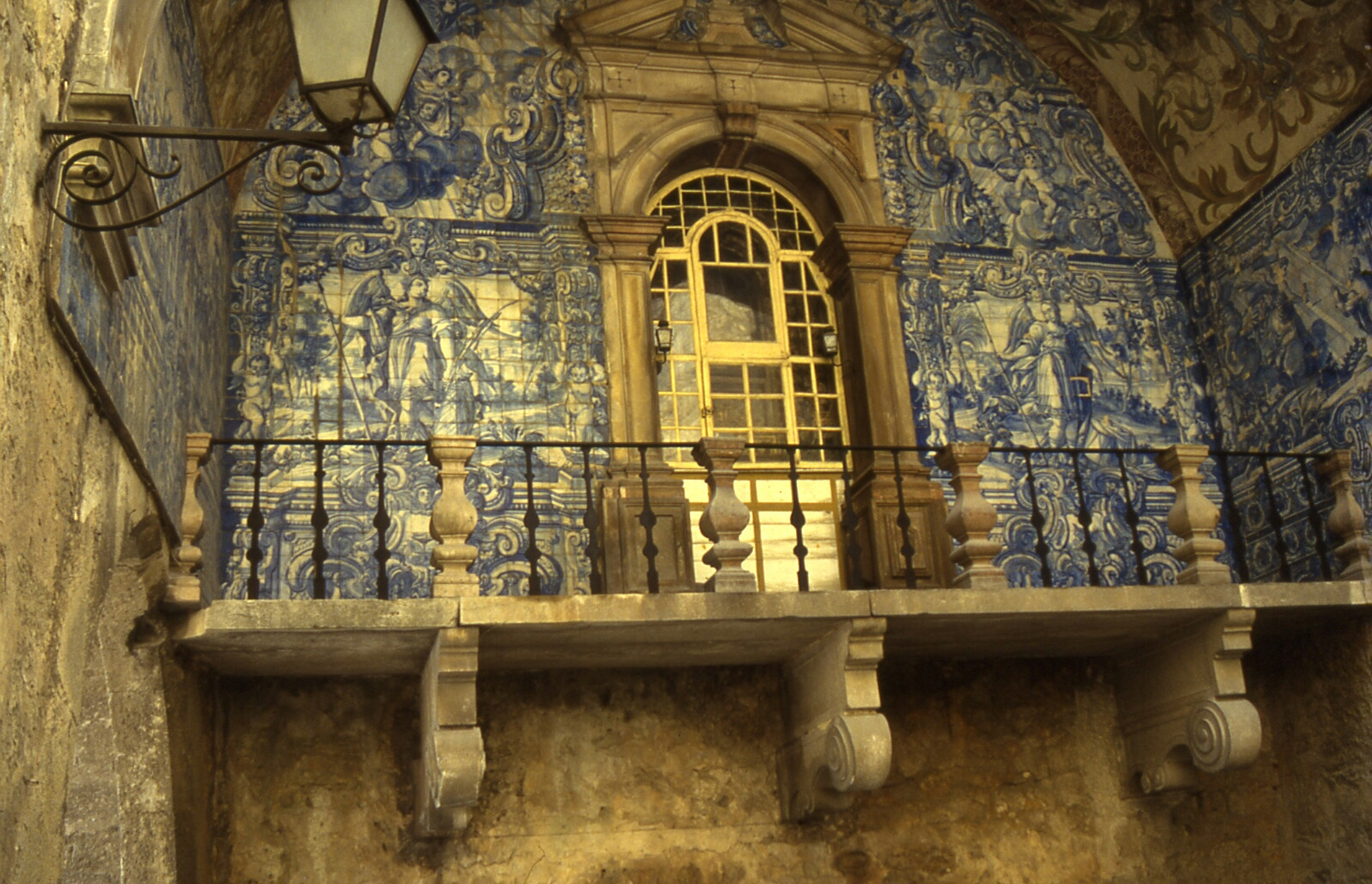
Azulejo als Hausschmuck in Óbidos, Portugal
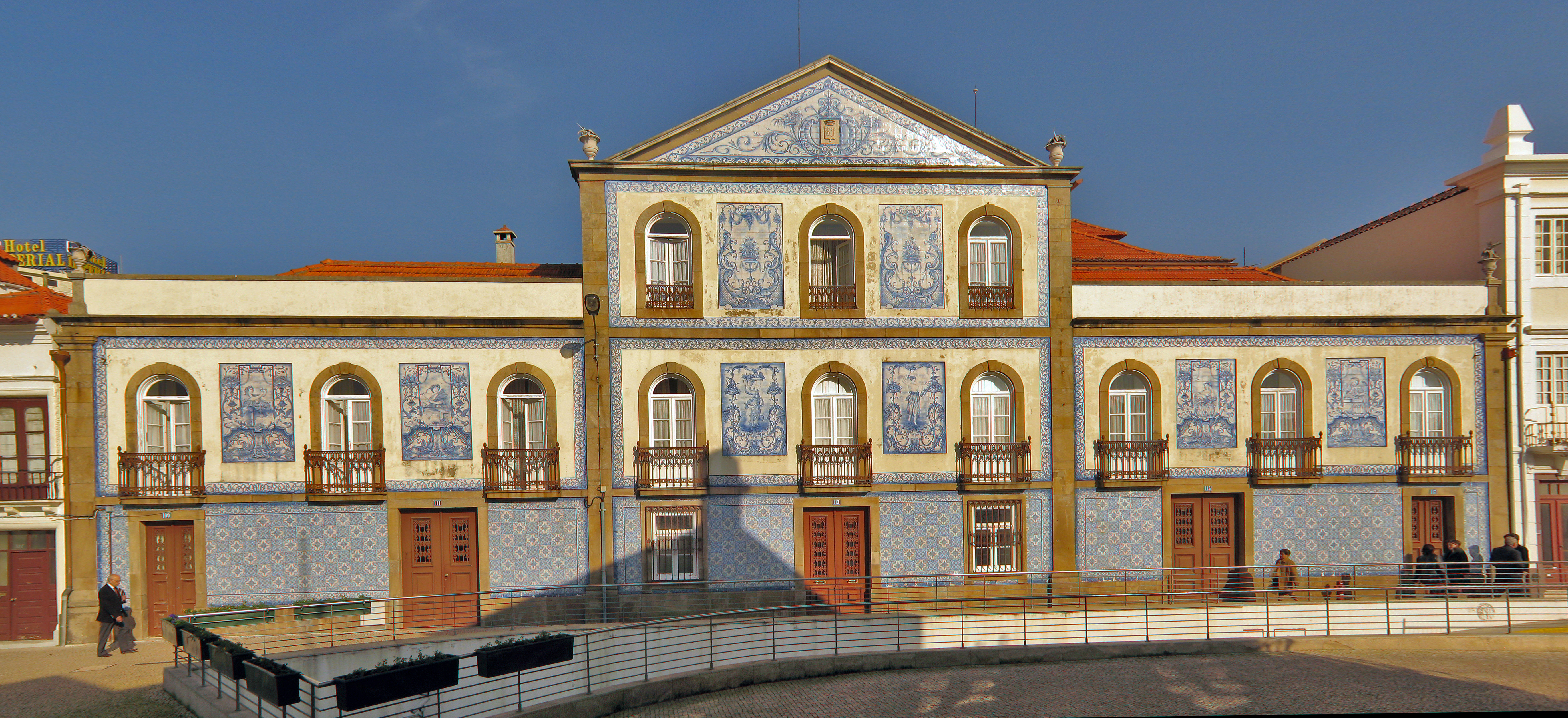
Haus in Aveiro, Portugal
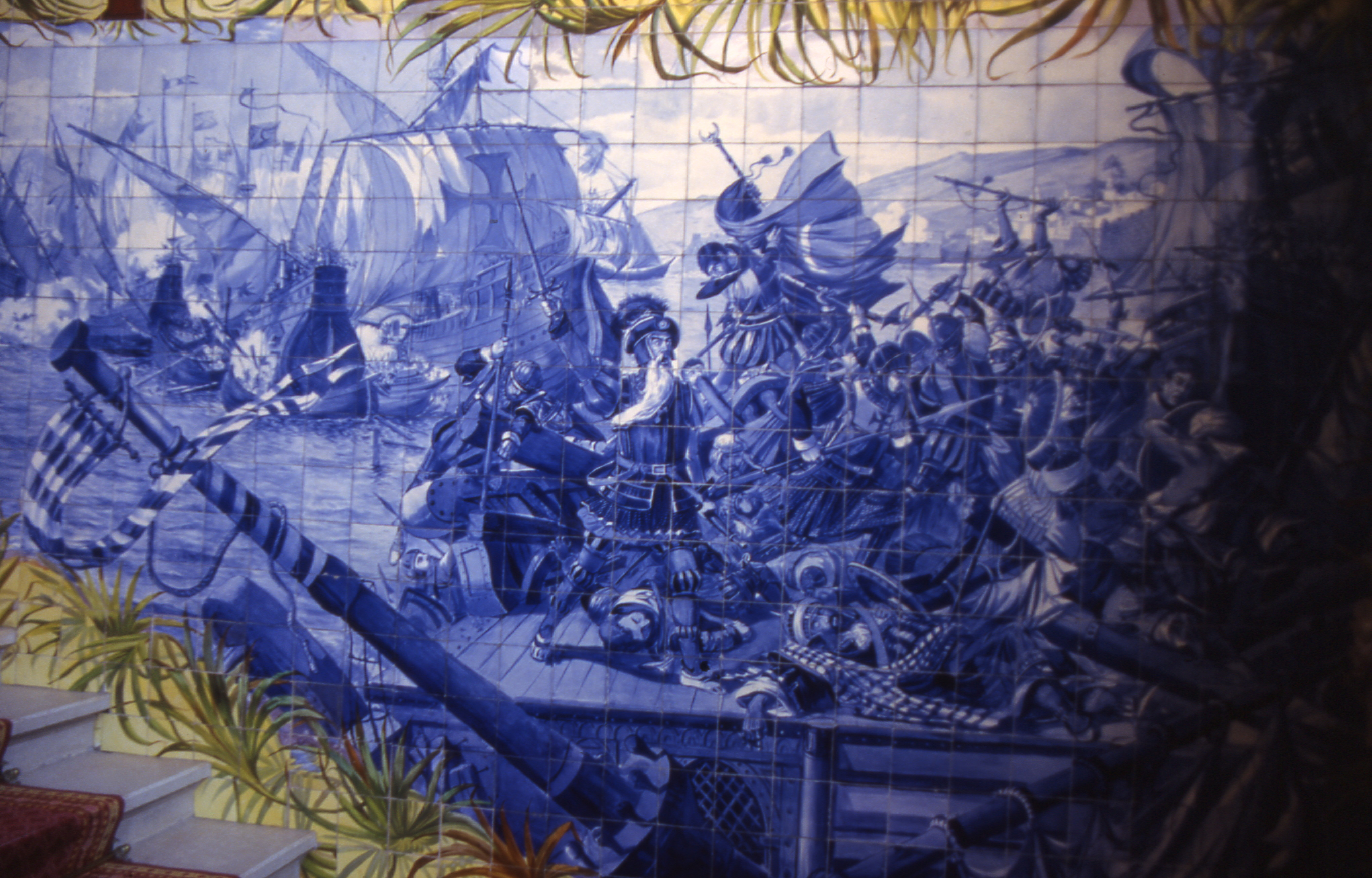
Azulejo im Palast von Buçaco in Portugal (siehe auch Schlacht von Buçaco)
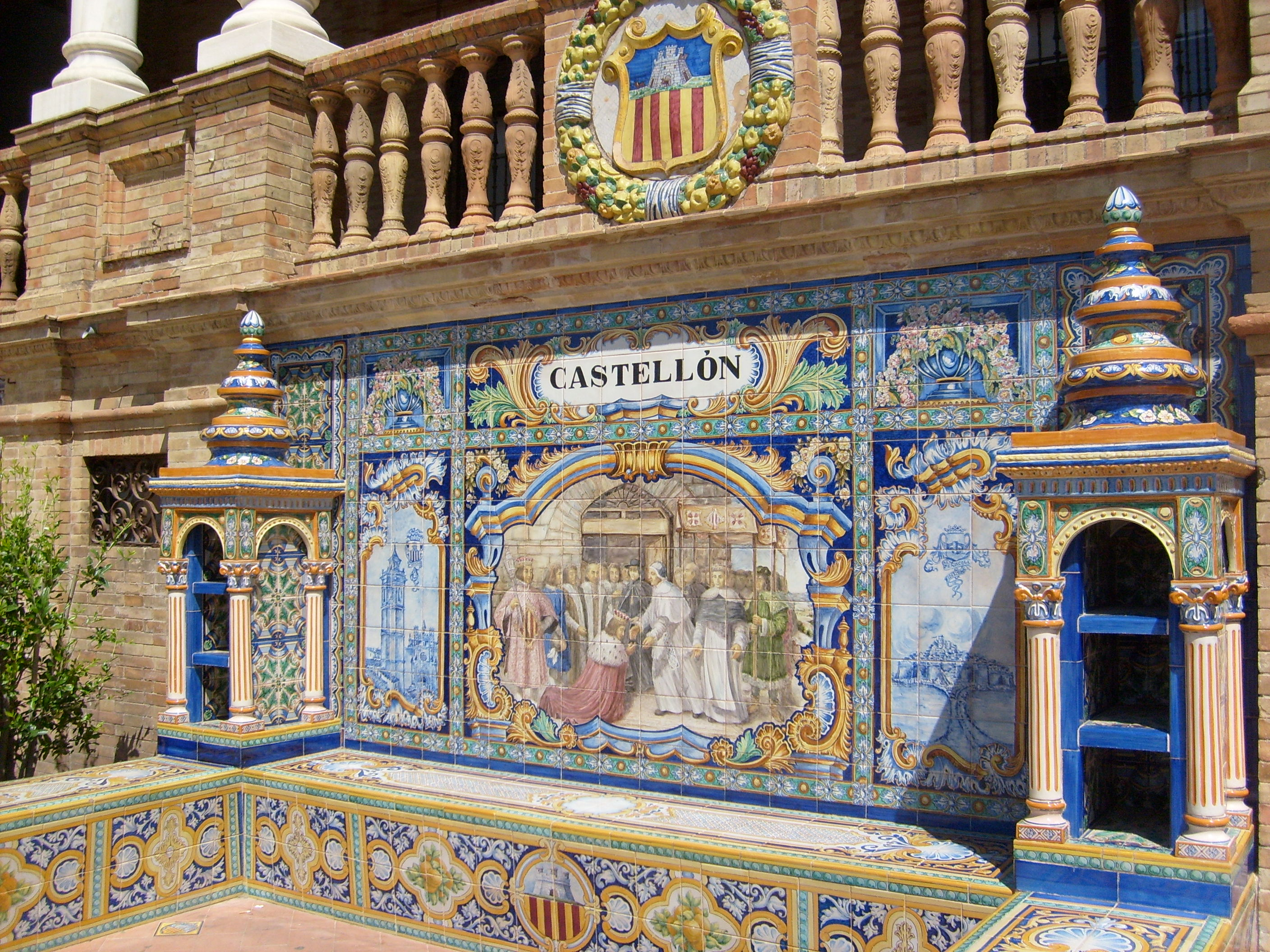
Plaza de España, Sevilla, 1929
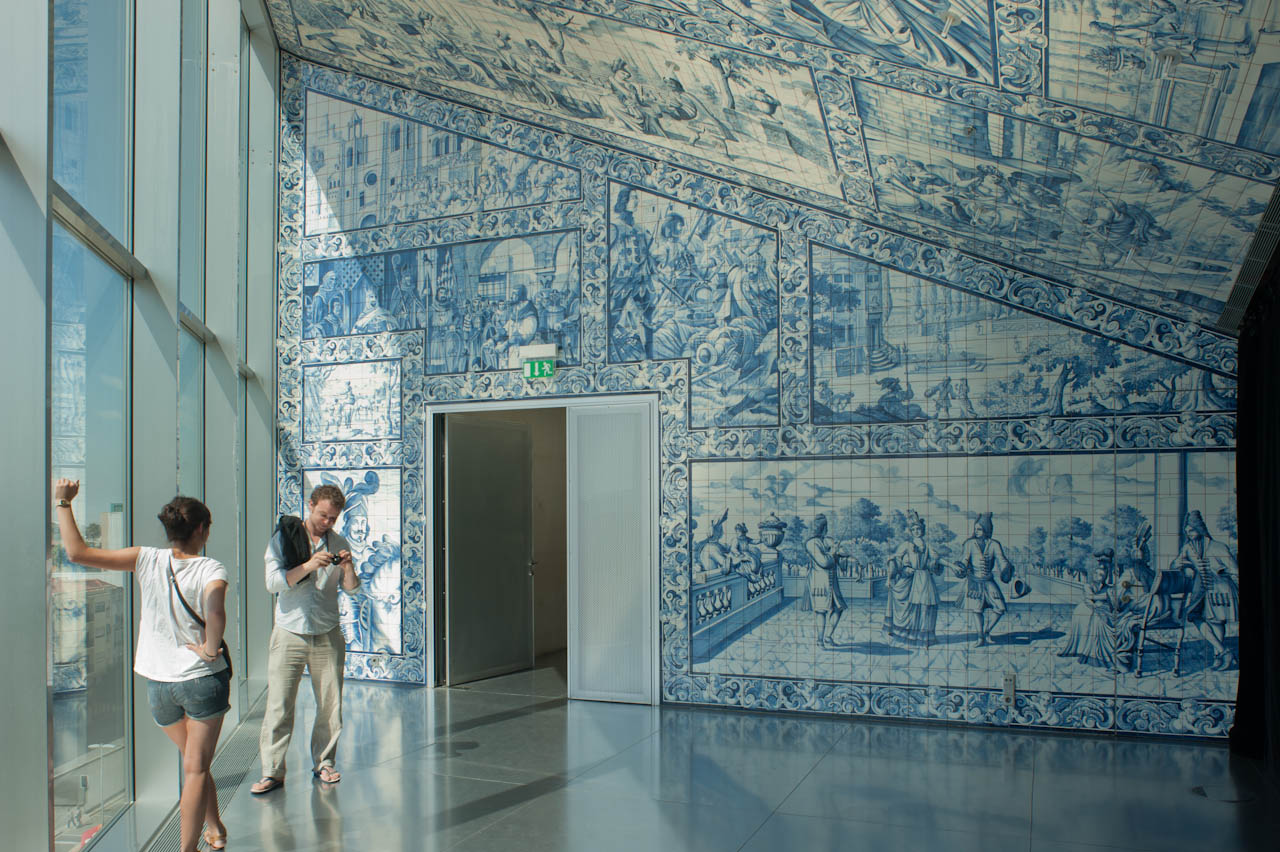
Casa da Música, Porto, Architekt Rem Koolhaas, 2005

## Film
- Portugals Pracht – Azulejos, Quintas und Paläste. Dokumentation, Deutschland, 2007, 45 Min., ein Film von Kerstin Woldt, Produktion: SR, Erstsendung: 21. März 2007, Inhaltsangabe des SR